# Antheraea ingenscarolinianaoculata
Antheraea ingenscarolinianaoculata är en fjärilsart som beskrevs av Catesby. Antheraea ingenscarolinianaoculata ingår i släktet Antheraea och familjen påfågelsspinnare. Inga underarter finns listade i Catalogue of Life.